# Vrchové
Vrchové je přírodní rezervace severně od obce Drslavice v okrese Uherské Hradiště. Důvodem ochrany je komplex původních květnatých luk, pastvin, sadů a teplomilných doubrav s výskytem vzácných druhů rostlin a živočichů.